# Phthiracarus cognatus
Phthiracarus cognatus är en kvalsterart som beskrevs av Wojciech Niedbała 1988. Phthiracarus cognatus ingår i släktet Phthiracarus och familjen Phthiracaridae. Inga underarter finns listade i Catalogue of Life.